# Тубтен Чодрон
Досточтимая Тубтен Чодрон (англ. Thubten Chodron, имя при рождении — Шерил Грин, англ. Cheryl Greene, род. 18 сентября 1950, Чикаго, Иллинойс, США), американская буддийская монахиня (тибетская традиция), бхикшуни (тиб. Гелонгма, полный постриг), принадлежащая к Фонду поддержания махаянской традиции.

## Биография
Родилась в сентябре 1950 года в «нерелигиозной» еврейской семье. Выросла поблизости от Лос-Анджелеса.
В 1971 году получила степень бакалавра в области истории Калифорнийского университета в Лос-Анджелесе.
В 1975 году Шерил Грин посетила курс по медитации, который проводили досточтимый лама Еше (1935—1984) и досточтимый Сопа Ринпоче (род.1946), позже отправилась в монастырь Копан в Непале, чтобы продолжить изучение и практику учений Будды. В 1977 году от Кьябдже Линга Ринпоче (1903—1983) в Дхарамсале приняла обеты буддийской монахини.
В 1986 году получила в Тайване обеты бхикшуни (или бхиккхуни).
Под руководством Его Святейшества Далай-ламы XIV, Ценшаб Серконга Ринпоче (1914—1983), Сопы Ринпоче и других тибетских мастеров Тубтен Чодрон много лет в Индии и Непале изучала и практиковала буддизм тибетской традиции. Около двух лет руководила духовной программой в Институте Ламы Цонкапы в Италии; три года училась в монастыре Ваджраварахи во Франции и была резидентным учителем в Буддийском центре Амитабхи в Сингапуре.
В октябре 2003 года основала Аббатство Шравасти — буддийскую монашескую общину (штат Вашингтон, США), до настоящего времени является его настоятельницей.
Ездит по всему миру с лекциями о буддизме и является автором целого ряда книг и трудов по основам буддизма.